# Hadrburg
Hadrburk (též Hadrpurk) je zaniklá tvrz, ze které se dochovaly nepatrné stopy tvrziště u okraje lesa na levém břehu Sázavy severovýchodně od Termesiv u Havlíčkova Brodu.

## Historie
První písemná zmínka o Hadrburku pochází podle Augusta Sedláčka z roku 1382, kdy tvrz patřila Janu Cvikovi Kutnohorskému, který ji o tři roky později pronajal na dobu tří let jinému kutnohorskému těžaři. Ten získal právo využívat příslušná pole, pastviny, louky, většinu rybníků, mlýn a dřevo z lesů směl používat na opravu budov s výjimkou tvrze. Opravu tvrze si vyhradil pro sebe přímo Jan Cvik a roku 1391 statek prodal Heřmanu Mauerovi od Hory a Ondřeji Ráblovi z Močovic, ale Ondřej tvrz v roce 1393 opět prodal.
Podle Tomáše Šimka byl už roku 1350 zmíněn hadrburský dvůr, který v roce 1377 koupil Štěpán Cvik z Kutné Hory a okolo roku 1385 u něj založil tvrz. Ta později patřila Janu Cvikovi a po něm Heřmanu Mauerovi a Ondřeji Rábelovi. Poslední zmínka o tvrzi je z roku 1396, kdy statek patřil Nykuši Obicovi a Václavovi z Bylan. Tvrz byla pravděpodobně dobyta Žižkovým vojskem po bitvě u Německého Brodu. V patnáctém století byli zmiňováni vladykové Hadrpurští ze Sobučic.
V nepatrných terénních náznacích dochované tvrziště měří 20 × 30 metrů. Na ochraně tvrze se podílel přilehlý rybník a příkopy mohly být napájeny vodou ze Sázavy.